# Uloborus llastay
Uloborus llastay är en spindelart som beskrevs av Cristian J. Grismado 2002. Uloborus llastay ingår i släktet Uloborus och familjen krusnätsspindlar. Inga underarter finns listade i Catalogue of Life.